# Andries de Witt
Pour les articles homonymes, voir de Witt.
 (décembre 2013).
Si vous disposez d'ouvrages ou d'articles de référence ou si vous connaissez des sites web de qualité traitant du thème abordé ici, merci de compléter l'article en donnant les références utiles à sa vérifiabilité et en les liant à la section « Notes et références ».
Andries de Witt est grand-pensionnaire de Hollande de 1619 à 1621. Il est le successeur de Johan van Oldenbarnevelt, exécuté en 1619.